# Eciton setigaster
Eciton setigaster är en myrart som beskrevs av Borgmeier 1953. Eciton setigaster ingår i släktet Eciton och familjen myror. Inga underarter finns listade i Catalogue of Life.